# NK Ciglana Zagreb
Nogometni klub Ciglana Zagreb bio je hrvatski nogometni klub iz Zagreba. Postojao je od 1955. do 1959.